# Nagib Mahfuz
Nagib Mahfuz (in arabo نجيب محفوظ‎?, Naǧīb Maḥfūẓ; IPA: [næˈɡiːb mɑħˈfuːzˤ]; Il Cairo, 11 dicembre 1911 – Il Cairo, 30 agosto 2006) è stato uno scrittore, giornalista e sceneggiatore egiziano.
Insignito del Premio Nobel per la letteratura nel 1988, Mahfuz diede forma ad una narrativa araba di portata universale. Al 2023, è stato l'unico egiziano ad essere insignito di tale premio.
Nato nel quartiere di Gamāliyya della capitale egiziana, proveniva da una famiglia piccolo-borghese. Si laureò in filosofia presso l'Università del Cairo (allora "Università chediviale Fuʾād I") e venne assunto nell'amministrazione pubblica.
Dopo aver esordito nel romanzo storico, seguendo la moda letteraria (ma dai profondi risvolti etico-filosofici) del cosiddetto "Faraonismo", Mahfuz subì l'influenza politica del grande pedagogo egiziano Salama Musa, un socialista vicino al pensiero del Fabianesimo e inaugurò il filone narrativo del realismo sociale, ambientando le sue opere nei luoghi più tradizionali del Cairo. A tal proposito vanno citati Khan el-Khalili (nome dell'antico bazar della città) e Zuqāq al-Midaq (il "Vicolo del mortaio", da cui prende il titolo un suo romanzo). Nel 1956 pubblicò il primo volume della trilogia: Bayn al-Qaṣrayn (Tra i due palazzi), Qaṣr al-Shawq (Il palazzo del desiderio) e al-Sukkariyya (nome di una strada del Cairo). Al 1959 risale Figli del nostro quartiere; al 1967 Mīrāmār. Nel 1975 pubblicò Storie del nostro quartiere, il suo romanzo più autobiografico.
Dal 1971 continuò la sua prolifica attività di scrittore e di editorialista del celebre quotidiano Al-’Ahrām.

## Biografia
Mahfuz scriveva di ciò che conosceva. In particolare storie ambientate al Cairo. Libri in grado di evocare, anche a grande distanza di tempo dall'epoca narrata, la medesima atmosfera che ancora oggi si assapora, rendendo così la sua opera sempre attuale.

Nagib Mahfuz ha vissuto nella zona di Khan el-Khalili, una delle più suggestive del Cairo dove si trovano bazar e mercati, dove turisti e gente locale si riversa in gran numero quotidianamente nella strada e nell'aria si sente quel particolare odore di spezie e caffè, che fanno da sfondo ideale ai suoi romanzi che in quel suq sono spesso ambientati.

Mahfuz ha scritto anche per il cinema, del quale egli ha detto: “Sono diventato un poeta, perché sono un impiegato”, come i personaggi del libro Il giorno in cui fu ucciso il leader, libro che scrisse nel 1985 ma che è stato tradotto in italiano solo nel 2005, ambientato nel 1981 quando il Presidente Anwar al-Sadat venne assassinato da parte di esponenti traditori dell'esercito.

Tra gli scritti per il cinema si ricordano: La battaglia di Tebe, Akhenaton e La maledizione di Cheope.

Mahfuz ha pubblicato una cinquantina di romanzi, tra cui la Trilogia del Cairo (1956-57), Il rione dei ragazzi (1959), a lungo censurato per blasfemia in Egitto, Il ladro e i cani (1961) e Il nostro quartiere. Nei suoi romanzi, egli descrive in maniera molto approfondita gli aspetti della vita popolare cairota. Gli unici romanzi non ambientati nella capitale egiziana sono Mīrāmār e La quaglia e l'autunno, testi incentrati su Alessandria d'Egitto.
Nel 1988 in suo onore è stato creato da Paolo Dell'Oro un dessert a base di frutta e spezie, chiamato Nagib Mahfuz.

## Opere
- traduzione in arabo di James Baikie, Old Egypt (1932) مصر القديمة
- Il brusio della follia (1938) همس الجنون
- Lo scherzo dei destini (1939) عبث الأقدار
- Rhadopis. La cortigiana del faraone (1943) رادوبيس
- La battaglia di Tebe (Kifāḥ Tībe) (1944) كفاح طيبة
- Per le strade del Cairo (Al-Qāhira al-jadīda) (1945) القاهرة الجديدة
- Khan El-Khalili (1945) خان الخليلي
- Vicolo del mortaio (Zuqāq al-Midaq) (1947) زقاق المدق
- Il miraggio (al-Sarāb) (1948) السراب
- Principio e fine (Bidāya wa nihāya) (1950) بداية ونهاية
- Trilogia del Cairo (1956–57) الثلاثية
  - Tra i due palazzi (Bayn al-qaṣrayn, بين القصرين , 1956), trad. di Clelia Sarnelli Cerqua riveduta da Francesca Prevedello, Collezione Mediterranea, Milano, Crocetti, 2024, ISBN 978-88-830-6440-1. [I ed., Napoli, Tullio Pironti Editore, ottobre 1989, ISBN 978-88-793-7008-0]
  - Il palazzo del desiderio (Qasr al-shawq, 1957, قصر الشوق), trad. di Bartolomeo Pirone, Roma, Tullio Pironti Editore, 1991, ISBN 978-88-793-7051-6.
  - La via dello zucchero (al-Sukkariyya, 1957, السكرية), trad. di Clelia Sarnelli Cerqua, Roma, Tullio Pironti Editore, ottobre 1992, ISBN 978-88-793-7001-1.
- Il rione dei ragazzi (Awlād ḥāratnā) (1959) أولاد حارتنا
- Il ladro e i cani (al-Liṣṣ wa al-kilāb) (1961) اللص والكلاب
- Autunno egiziano (al-Summān wa al-kharīf) (1962) السمان والخريف
- Il mondo di Dio (Dunyā Allāh) (1962) دنيا الله
- Zaabalawi (1963)
- La ricerca (1964) الطريق
- Il mendico (al-Shaḥḥādh) (1965) الشحاذ
- Chiacchiere sul Nilo (Tharthara fawq al-Nīl) (1966) ثرثرة فوق النيل
- Miramar (1967) ميرامار
- La taverna del gatto nero (Khammārat al-qiṭṭ al-aswad) (1969) خمارة القط الأسود
- Storia senza inizio né fine (Ḥikāya bilā bidāya wa lā nihāya) (1971) حكاية بلا بداية ولا نهاية
- La luna di miele (Shahr al-ʿasl) (1971) شهر العسل
- Gli specchi (al-Marāyā) (1972) المرايا
- Amore sotto la pioggia (al-Ḥubb taḥta al-maṭar) (1973) الحب تحت المطر
- Il crimine (al-Jarīma) (1973) الجريمة
- Il caffè degli intrighi o Karnak Café (Al-Karnak) (1974) الكرنك
- Il nostro quartiere (Ḥikāyat ḥāritnā) (1975)
- Vossignoria illustrissima (Ḥaḍrat al-muḥtaram) (1975) حضرة المحترم
- Un uomo da rispettare (Hadrat al-muhtaram) (1975)
- L'epopea dei Harafish (Malḥamat al-Harāfīsh) (1977) ملحمة الحرافيش
- L'amore sopra il Plateau della Piramide (1979) الحب فوق هضبة الهرم
- The Devil Preaches (1979) الشيطان يعظ
- Il tempo dell'amore (ʿAsr al-ḥubb) (1980) عصر الحب
- Notti delle mille e una notte (Laylā min layāli alf layla) (1981) ليالي ألف ليلة
- Canto di nozze (Afraḥ al-qubba) (1981) أفراح القبة
- One hour remains (1982) الباقي من الزمن ساعة
- Il viaggio di Ibn Fattuma (Riḥlat Ibn Faṭṭūma) (1983) رحلة ابن فطومة
- Akhenaton, il faraone eretico (al-ʿāysh fī l-ḥaqīqa) (1985) العائش فى الحقيقة
- Il giorno in cui fu ucciso il Capo (Yawm maqtal al-zaʿīm) (1985) يوم مقتل الزعيم
- Storia del mattino e della sera (1987) حديث الصباح والمساء
- Echi di un'autobiografia (Aṣdāʾ min al-Sīra al-dhātiyya) (1994) أصداء من السيرة الذاتية
- Sogni nel tempo della convalescenza (2004) أحلام فترة النقاهة
- Il settimo cielo (Al-ḥubb fawqa hadabat al-ḥaram) (2005)

Nota: Talvolta la medesima opera è stata pubblicata in italiano da editori differenti con titoli diversi.

## Onorificenze

### Onorificenze egiziane
Cavaliere di gran croce dell'Ordine al Merito